# Perseverança en les creences
La perseverança en les creences (també coneguda com a conservadorisme conceptual o en anglès backfire effect) és mantenir una creença malgrat la nova informació que la contradiu fermament. Fins i tot, aquestes creences es poden enfortir quan altres intenten presentar proves que les desmenteixin, un fenomen conegut com a biaix de confirmació (comparat amb l'efecte boomerang). Per exemple, en un article del 2014 a The Atlantic, la periodista Cari Romm descrivia un estudi que implica la vacil·lació de la vacunació. En l'estudi, els subjectes van expressar la seva preocupació pels efectes secundaris de les vacunes contra la grip. Després que se'ls va dir que la vacunació era completament segura, encara van tenir menys ganes d'acceptar-la. Aquest nou coneixement els va empènyer a desconfiar encara més de la vacuna, reforçant la idea que ja tenien abans.
Hi ha tres tipus d'efectes contraproduents: Efecte contraproduent de familiaritat (per fer que els mites siguin més familiars), Efecte contraproduent excessiu (per oferir massa arguments) i Efecte contraproduent de la visió del món (per proporcionar proves que amenacen la visió del món d'algú). Segons Cook i Lewandowsky (2011), hi ha una sèrie de tècniques per desmentir la desinformació, com ara emfatitzar els fets bàsics i no el mite, o proporcionar advertències explícites que la propera informació és falsa i proporcionar explicacions alternatives per omplir els buits que queden desmentint la desinformació. Tanmateix, estudis més recents van proporcionar proves que els efectes contraproduents no són tan probables com es pensava.
Com que la racionalitat implica flexibilitat conceptual, la perseverança de creences és coherent amb la visió que els éssers humans actuen de vegades de manera irracional. El filòsof FCS Schiller sosté que la perseverança de creences "mereix situar-se entre les 'lleis' fonamentals de la natura".

## Evidència de la psicologia experimental
Segons Lee Ross i Craig A. Anderson, "les creences són notablement resistents davant dels reptes empírics que semblen lògicament devastadors". La noció de perseverança de creences es pot utilitzar per explicar o reinterpretar experiments.
El primer estudi de la perseverança de les creences va ser realitzat per Festinger, Riecken i Schachter. Aquests psiquiatres van passar temps amb membres d'un culte apocalíptic que creien que el món s'acabaria el 21 de desembre de 1954. Malgrat el fracàs de la previsió, la majoria dels creients van continuar adherint-se a la seva fe. A When Prophecy Fails: A Social and Psychological Study of a Modern Group That Predicted the Destruction of the World (1956) i A Theory of Cognitive Dissonance (1957), Festinger va proposar que els éssers humans s'esforcen perquè la consistència psicològica interna funcioni mentalment en la realitat real del món. Una persona que experimenta inconsistència interna tendeix a sentir-se incòmoda psicològicament i està motivada per reduir la dissonància cognitiva. Acostumen a fer canvis per justificar la conducta estressant, bé afegint noves parts a la cognició causant la dissonància psicològica (racionalització) o evitant circumstàncies i informacions contradictòries susceptibles d'augmentar la magnitud de la dissonància cognitiva (biaix de confirmació).
Quan se'ls va demanar que reavaluessin les estimacions de probabilitat a la llum de la nova informació, els subjectes van mostrar una marcada tendència a donar un pes insuficient a la nova evidència. Es van negar a reconèixer la predicció inexacta com a reflex de la validesa global de la seva fe. En alguns casos, els subjectes van declarar tenir una fe més forta en la seva religió que abans.
En un estudi separat, els adolescents i adults matemàticament capaços van rebre set problemes aritmètics i se'ls va demanar que estimessin solucions aproximades mitjançant l'estimació manual. Aleshores, utilitzant una calculadora preparada per proporcionar xifres cada cop més errònies, se'ls va demanar respostes precises (per exemple, donant 252 × 1,2 = 452,4, quan en realitat és 302,4). Aproximadament la meitat dels participants van passar per les set tasques mentre comentaven les seves habilitats o tàctiques d'estimació, sense deixar mai anar la creença que les calculadores són infal·libles. Simplement, es van negar a admetre que les seves suposicions anteriors sobre les calculadores podrien haver estat incorrectes.
Lee Ross i Craig A. Anderson van portar alguns subjectes a la falsa creença que existia una correlació positiva entre la preferència declarada d'un bomber per assumir riscos i el seu rendiment laboral. A altres subjectes se'ls va dir que la correlació era negativa. A continuació, es va informar a fons als participants i es va informar que no hi havia cap vincle entre la presa de riscos i el rendiment. Aquests autors van trobar que les entrevistes posteriors en les quals se'ls qüestionava el seu comportament, apuntaven a nivells significatius de perseverança de creences.
En un altre estudi, els subjectes van passar unes quatre hores seguint les instruccions d'un manual d'instrucció pràctic. En un moment determinat, el manual va introduir una fórmula que els va fer creure que les esferes són un 50% més grans del que són. Aleshores es va donar als subjectes una esfera real i se'ls va demanar que en determinessin el volum; primer utilitzant la fórmula, i després omplint l'esfera d'aigua, transferint l'aigua a una caixa i mesurant directament el volum d'aigua a la caixa. En l'últim experiment d'aquesta sèrie, els 19 subjectes tenien un doctorat. Els llicenciats en ciències naturals, treballaven com a investigadors o professors en dues grans universitats i van realitzar la comparació entre les dues mesures de volum per segona vegada amb una esfera més gran. Tots aquests científics menys un es van aferrar a la fórmula espúria malgrat les seves observacions empíriques.
Quan es combinaren tots aquests experiments, sorgí una conclusió sorprenent:
Fins i tot quan tractem de concepcions ideològicament neutres de la realitat, quan aquestes concepcions han estat adquirides recentment, quan ens van arribar de fonts desconegudes, quan van ser assimilades per raons espúries, quan el seu abandonament comporta riscos o costos poc tangibles i quan són contradits amb força pels esdeveniments posteriors, estem, almenys durant un temps, poc propensos a dubtar d'aquestes concepcions a nivell verbal i és poc probable que les deixem anar a la pràctica.

## En innovacions culturals
El físic Max Planck va escriure que "la nova veritat científica no triomfa per convèncer els seus oponents i fer-los veure la llum, sinó perquè els seus oponents finalment moren i creix una nova generació familiaritzada amb ella". Per exemple, la teoria heliocèntrica del gran astrònom grec, Aristarc de Samos, va haver de ser redescoberta uns mil vuit-cents anys més tard, i fins i tot llavors sofrir una gran lluita abans que els astrònoms donessin per feta la seva veracitat.
La persistència de creences s'acompanya sovint de processos cognitius intrapersonals. "Quan els fets decisius es van obstruir al meu avís", diu el gran químic Joseph Priestley, "va ser molt lentament, i amb gran vacil·lació, que vaig cedir a l'evidència dels meus sentits". Arthur Koestler va encunyar el terme ceguesa a la neu, referint-se "a aquesta forma notable de ceguesa que sovint impedeix que el pensador original percebi el significat i la importància del seu propi descobriment. A part de la gelosia, la reacció d'anticossos dirigida contra les noves idees sembla ser molt semblant tant si la idea la van deixar anar els altres, com si un mateix".

## En educació
Els estudiants sovint "s'aferren a idees que formen part de la seva visió del món fins i tot quan s'enfronten a una informació que no coincideix amb aquesta visió". Per exemple, els estudiants poden passar mesos estudiant el sistema solar i ho fan bé en les proves relacionades, però encara creuen que les fases de la lluna són produïdes per l'ombra de la Terra. El que van aprendre no va poder interferir en les creences que tenien abans d'aquest coneixement.

## Causes
Les causes de la perseverança de les creences encara no estan clares. Els experiments de la dècada de 2010 suggereixen que els processos neuroquímics del cervell són la base del fort biaix d'atenció de l'aprenentatge de recompensa. Processos similars podrien ser la base de la perseverança de les creences. No obstant això, no és clar en aquest moment i cal fer més investigacions sobre el tema per descobrir les causes reals.
Peter Marris suggereix que el procés d'abandonament d'una condemna és semblant al treball del dol. "L'impuls per defensar la predictibilitat de la vida és un principi fonamental i universal de la psicologia humana". L'ésser humà posseeix "una necessitat de continuïtat molt arrelada i insistent".
Thomas Kuhn assenyala la semblança entre el canvi conceptual i els canvis perceptius de la Gestalt (per exemple, la dificultat que es troba en "veure la bruixa com una dona jove"). Per tant, la dificultat de passar d'una convicció a una altra es podria atribuir a la dificultat de reordenar el camp perceptiu o cognitiu.